# Stråsjöleden
Stråsjöleden är ett nutida namn på en sträcka av den gamla vandringsleden Pilgrimsleden.
Stråsjöleden börjar vid Hudiksvalls medeltida kusthamnar, vid Enånger, Njutånger, Idenor och Rogsta/Hornslandet. Från dessa startpunkter går leden vidare mellan Dellensjöarna, upp till Stråsjö kapell och vidare mot sjön Hennan och Ramsjö fram till sjön Havern och Haverö i Ånge kommun, Medelpad.
Från Stråsjöleden kan man tänka sig en förbindelse antingen med Kårböleleden från Strålsjö kapell till Kårböle och den gamla vägen mot Jämtland och Norge eller med Pilgrimsleden till Trondheim/Nidaros, Pilgrimsledens mål.
Stråsjöleden går genom det vackra Hälsingelandskapet, kust, odlingslandskap och skogsbygder. Av den gamla vägen är stora delar nu asfalterade, men på många sträckor finns alternativa vägar för vandrare och ryttare.